# Jordan Akins
(en) Statistiques sur pro-football-reference
Jordan Nikemian Akins, né le 19 avril 1992 à Locust Grove dans l'État de la Géorgie aux États-Unis, est un joueur professionnel américain de football américain évoluant dans la National Football League (NFL) au poste de tight end pour les Browns de Cleveland.
Après avoir joué au niveau universitaire pour les Knights de l'UCF dans la NCAA Division I FBS, il est sélectionné par la franchise des Texans de Houston lors de la draft 2018 de la NFL. Il est ensuite transféré en 2022 chez les Giants de New York mais retourne chez à Houston en cours de saison avant d'être transféré en 2023 à Cleveland.

## Biographie

### Jeunesse
Akins étudie au lycée Union Grove (en) de McDonough dans l'État de la Géorgie. En football américain, il y est sélectionné dans l'équipe type de son État au terme de ses saisons junior et senior.
Bien que suscitant l'intérêt de l'université d'État de Louisiane et de l'université de Géorgie, il se lie avec l'université du Centre de la Floride et son équipe des Knights de l'UCF.
Cependant, après avoir été sélectionné par les Rangers du Texas lors de la draft 2010 de la MLB (en), il choisit de poursuivre sa carrière en jouant au baseball. Akins n'est pas assez performant lors de ses quatre saisons jouées dans la Ligue mineure de baseball. Après la saison 2013, il arrête le baseball et rejoint les Knights pour y jouer au football américain.

### Carrière universitaire
Lors de sa première saison en 2014 (année true freshman), Akins participe aux treize matchs de son équipe, réussissant 12 réceptions pour un gain cumulé de 135 yards auxquels il faut ajouter quinze retour de kickoffs pour un gain supplémentaire de 363 yards.
Akins devient titulaire en 2015 mais se blesse en troisième semaine lors du match contre les Paladins de l'université Furman ce qui met un terme à sa saison.
En 2016, Akins joue à nouveau l'ensemble de matchs de son équipe, réussissant 23 réceptions pour un gain total de 347 yards et deux touchdowns.
Il dispute douze des treize matchs en 2017, totalisant 32 réceptions pour 515 yards et quatre touchdowns. Il décide ensuite de se présenter à la draft 2018 de la NFL.

### Carrière professionnelle
Le 3 janvier 2018, Akins annonce qu'il fait l'impasse sur sa dernière année d'éligibilité pour se présenter à la draft de la NFL.
Akins se blesse à un tendon dix jours avant le NFL Scouting Combine et ne peut y faire aucun des exercices ni le développé couché. Ses performances au Pro Day d'UCF sont donc les seules prises en compte.
| Taille             | Poids           | Bras            | Main           | Sprint   | Sprint   | Sprint   | Shuttle 20 yards | 3 cones drill | Détente       | Détente             | Développé couché | Test Wonderlic |
| Taille             | Poids           | Bras            | Main           | 40 yards | 10 yards | 20 yards | Shuttle 20 yards | 3 cones drill | verticale     | horizontale         | Développé couché | Test Wonderlic |
| 1,91 m (6 ft 3 in) | 113 kg (249 lb) | 85 cm (33 ½ in) | 23 cm (9 ¼ in) | -        | -        | -        | 4,38 s           | 7,29 s        | 89 cm (35 in) | 3,10 m (10 ft 2 in) | 24 reps          | -              |

#### Texans de Houston
Les Texans de Houston sélectionnent Akins en 98e choix global lors du troisième tour de la draft 2018 de la NFL. Il est le 5e tight end à y être sélectionné.
Le 10 mai 2018, Akins signe avec les Texans un contrat de quatre ans pour un montant de 3,32 millions de $ dont 761520 de prime à la signature. Lors du premier match de la saison 2018 contre les Patriots de la Nouvelle-Angleterre, il totalise deux réceptions pour un gain de onze yards. Il dispute seize matchs dont six en tant que titulaire, totalisant sur la saison 17 réceptions pour un gain de 225 yards.
En 3e semaine de la saison 2019 contre les Chargers de Los Angeles (victoire 27 à 20), Akins réussit trois réceptions pour un gain de 73 yards et deux touchdowns. Il termine la saison avec 36 réceptions pour un gain de 418 yards et 2 touchdowns.
Lors de la défaite 20 à 34 contre les Chiefs de Kansas City en première semaine de la saison 2020, Akins totalise deux réceptions pour un gain de 39 yards. 

#### Giants de New York
Le 22 avril 2022, Akins signe un contrat d'un an avec les Giants de New York mais est libéré le 24 août.

#### Texans de Housyon
Le 31 août 2022, Akins signe avec les Texans de Houston pour y intégrer l'équipe d'entraînement mais il rejoint effectif principal le 12 octobre 2022.

#### Browns de Cleveland
Le 18 mars 2023, Akins signe un contrat de deux ans avec les Browns de Cleveland.

## Statistiques
| Année       | Équipe           | Statut      | MJ |     | Passes réceptionnées | Passes réceptionnées | Passes réceptionnées | Passes réceptionnées |       | Courses | Courses | Courses | Courses |
| Année       | Équipe           | Statut      | MJ | Nb. | Yards                | Moy.                 | TD                   | Nb.                  | Yards | Moy.    | TD      |         |         |
| 2014        | Knights de l'UCF | Fr.         | 10 | 12  | 135                  | 11,3                 | 0                    | -                    | -     | -       | -       |         |         |
| 2015        | Knights de l'UCF | So.         | 03 | 14  | 152                  | 10,9                 | 2                    | -                    | -     | -       | -       |         |         |
| 2016        | Knights de l'UCF | Jr.         | 10 | 23  | 347                  | 15,1                 | 2                    | -                    | -     | -       | -       |         |         |
| 2017        | Knights de l'UCF | Sr.         | 11 | 32  | 515                  | 16,1                 | 4                    | -                    | -     | -       | -       |         |         |
| Totaux NCAA | Totaux NCAA      | Totaux NCAA | 34 | 81  | 1 149                | 14,2                 | 8                    | -                    | -     | -       | -       |         |         |

| Année                | Équipe               | MJ |                 | Passes réceptionnées | Passes réceptionnées | Passes réceptionnées | Passes réceptionnées |                 | Courses         | Courses         | Courses | Courses |  | Fumbles | Fumbles |
| Année                | Équipe               | MJ | Nb.             | Yards                | Moy.                 | TD                   | Nb.                  | Yards           | Moy.            | TD              | Nb.     | Perdus  |  |         |         |
| 2018                 | Texans de Houston    | 16 | 17              | 225                  | 13,2                 | 0                    | -                    | -               | -               | -               | 0       | 0       |  |         |         |
| 2019                 | Texans de Houston    | 16 | 36              | 418                  | 11,6                 | 2                    | -                    | -               | -               | -               | 0       | 0       |  |         |         |
| 2020                 | Texans de Houston    | 13 | 37              | 403                  | 10,9                 | 1                    | 1                    | 4               | 4,0             | 0               | 0       | 0       |  |         |         |
| 2021                 | Texans de Houston    | 13 | 24              | 214                  | 8,9                  | 0                    | 1                    | 3               | 3,0             | 0               | 2       | 2       |  |         |         |
| 2022                 | Texans de Houston    | 15 | 37              | 497                  | 13,4                 | 5                    | -                    | -               | -               | -               | 1       | 1       |  |         |         |
| 2023                 | Browns de Cleveland  | 17 | 15              | 132                  | 8,8                  | 0                    | -                    | -               | -               | -               | 0       | 0       |  |         |         |
| 2024                 | Browns de Cleveland  | ?  | Saison en cours | Saison en cours      | Saison en cours      | Saison en cours      | Saison en cours      | Saison en cours | Saison en cours | Saison en cours | ?       | ?       |  |         |         |
| Totaux NFL et Texans | Totaux NFL et Texans | 90 | 166             | 1 887                | 11,2                 | 8                    | 2                    | 7               | 3,5             | 0               | 3       | 3       |  |         |         |

| Année | Équipe            | MJ |     | Passes réceptionnées | Passes réceptionnées | Passes réceptionnées | Passes réceptionnées |       | Courses | Courses | Courses | Courses |  | Fumbles | Fumbles |
| Année | Équipe            | MJ | Nb. | Yards                | Moy.                 | TD                   | Nb.                  | Yards | Moy.    | TD      | Nb.     | Perdus  |  |         |         |
| 2018  | Texans de Houston | 1  | 2   | 8                    | 4,0                  | 0                    | -                    | -     | -       | -       | 0       | 0       |  |         |         |